# 四川作戦
四川作戦（しせんさくせん）とは、日本陸軍が1941年（昭和16年）以降に計画した、中華民国臨時首都・重慶への侵攻作戦である。

## 発端

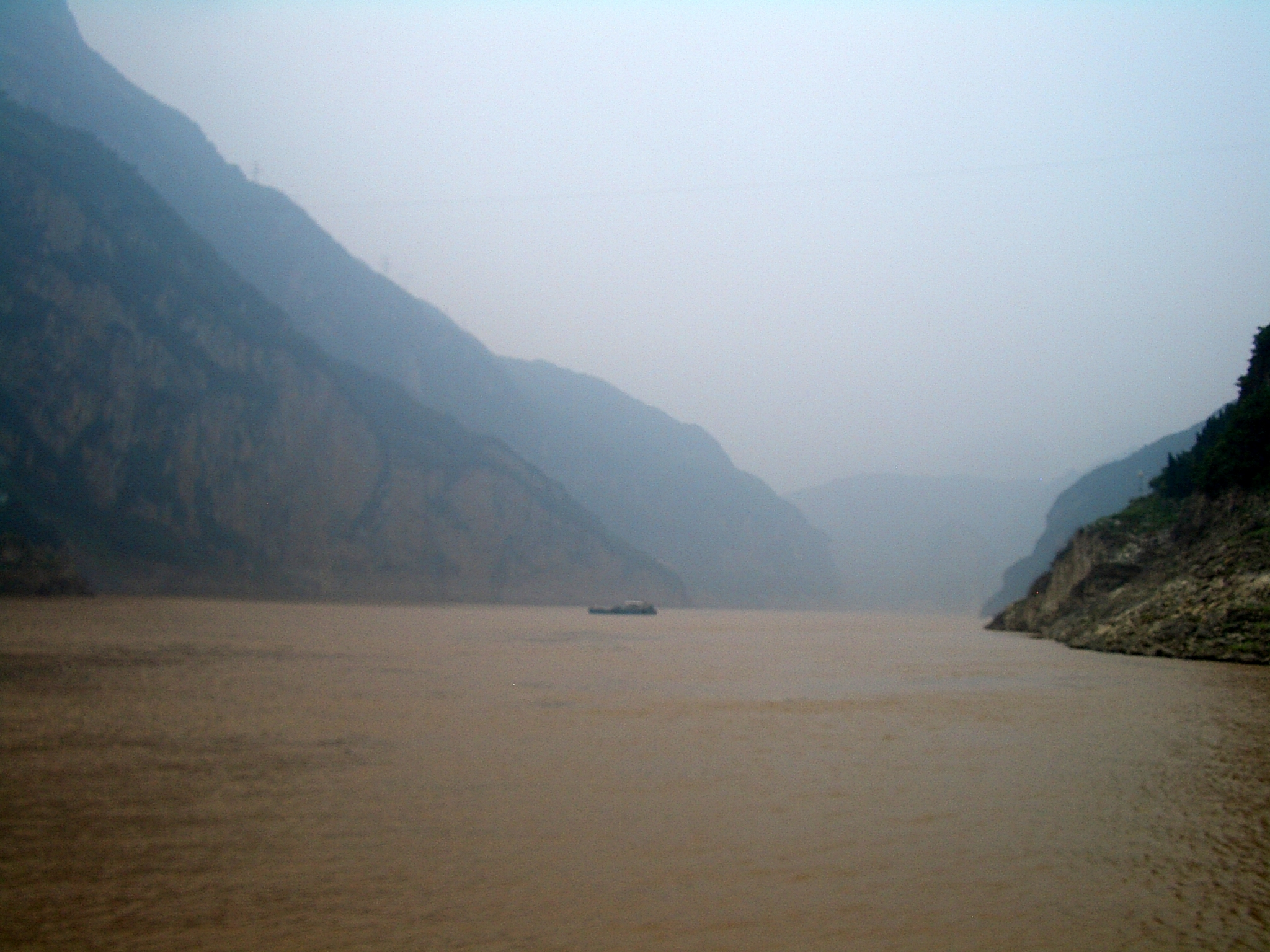
湖北省西陵峡の様子。これより先に日本軍は進軍できなかった。

1937年からの日中戦争により日本軍は中国各地を占領、湖北省宜昌にまで到達した（宜昌作戦）がそこから先に進めずにいた。一方蒋介石率いる国民政府は四川省の重慶に遷都し、日本軍はそれに対して空爆を続けていた（重慶爆撃）。
1942年に日本陸軍の参謀本部は五十一号作戦として重慶攻略を計画した。これは北支那方面軍が要望していた西安への侵攻作戦である西安作戦（五十号作戦）と連動して華中の第一一軍などが重慶とその奥にある四川省省都成都まで進攻するという計画であり、太平洋戦争緒戦での南方への進攻作戦（南方作戦）が順調に進んだことを受けて立案された。当初は長沙、常徳への侵攻作戦だった。8月25日には五号作戦に改称された。
1942年9月3日、杉山元参謀総長は、支那派遣軍総司令部に「五号作戦準備要綱」を発し、計画に基づいて準備に取りかかるよう命じた。その計画では支作戦や後方支援も含めると2個方面軍、10個軍、30個師団と2個混成旅団及び14個独立混成旅団、1個飛行師団などからなる百万人規模の大軍が投入されるという大規模なものであった。
主力の陣容は以下の通り。
- 支那派遣軍：総司令官畑俊六大将
  - 第5方面軍：司令官板垣征四郎大將
    - 第1軍：司令吉本貞一中將
      - 第20師団（甲）、第29師団（甲）
      - 第36師団（丙）、第37師団（丙）、第41師団（丙）
      - 第62混成旅団

    - 第7軍：
      - 第17師団（丙）、第26師団（丙）、第27師団（丙）

    - 第28軍：
      - 第9師団（甲）、第16師団（甲）
      - 第63混成旅団

  - 第11軍：
    - 第3師団（甲）、第6師団（甲）
    - 第13師団（乙）
    - 第34師団（丙）、第40師団（丙）

  - 第3飛行師団

- 甲：常設師団
- 乙：特設師団
- 丙：臨時編成師団

作戦内容は第一期と第二期に分かれ、第一期で西安及び漢中を制圧、第二期で三方向から四川盆地に突入するというものだった。

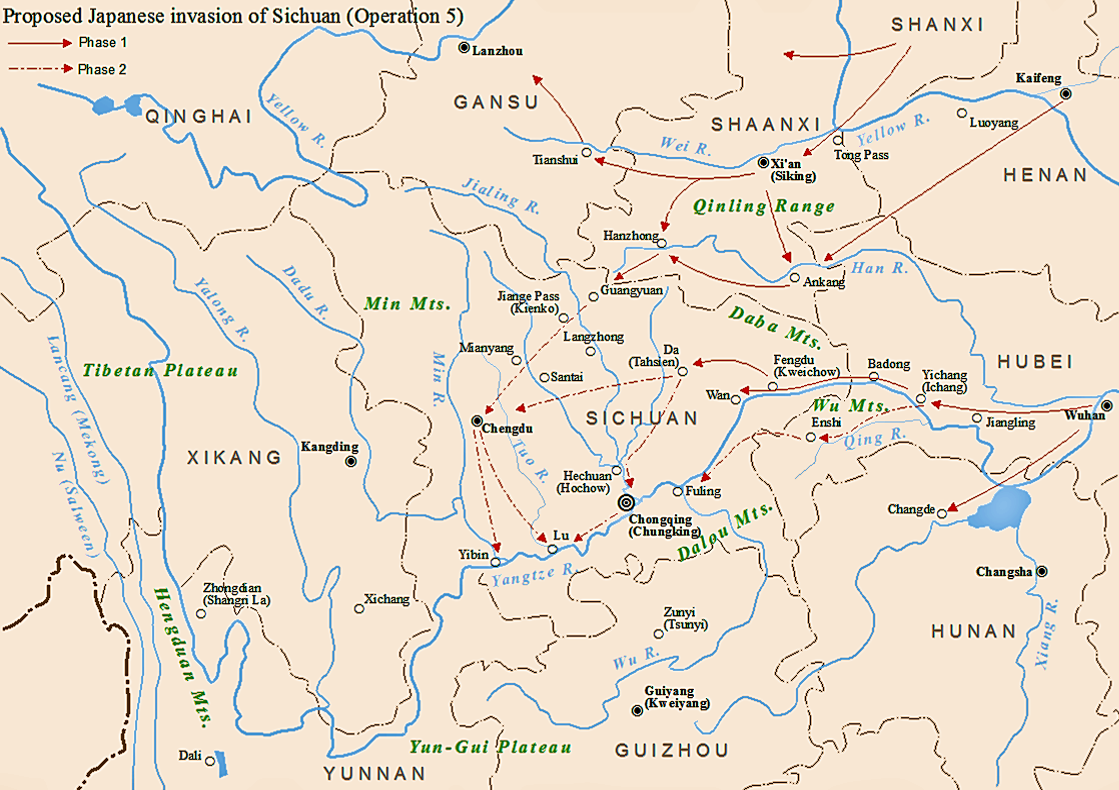
五号作戦の予定図

しかし、同年夏頃より太平洋戦線で米軍の反転攻勢が始まり、日本軍占領地であったソロモン諸島のガダルカナル島への進攻が始まるなど、戦局変化の兆候がみられた。 このため、参謀本部は大きな動員を伴う五号作戦はいったん計画を見直し、12月10日、1943年中の五号作戦の中止を決定する。そして、支那派遣軍が着手していた作戦の準備も停止するよう命令が下った。 だが、中国戦線で中国軍と対峙していた支那派遣軍は、なおも五号作戦に前向きで、仮に作戦が中止となった場合でも、次のことを想定したのである。
1. 五号作戦が中止されるとも「縮小した計画」で作戦を進め、しかも
2. これら作戦を、将来必らず決行されるであろう五号作戦の準備段階とし、かつ
3. 派遣軍今後の諸施策は、この武力進攻に根幹をおく

この方針を受け、1943年中盤に第一一軍が主力となって行われた作戦が、江南殲滅作戦（中国名：鄂西会戦、宜昌戦役）であった。この作戦で日本軍は漁洋関まで到達した。

## 四川作戦の復活
中止された四川作戦が復活したのは1944年11月23日に支那派遣軍総司令官に岡村寧次大将が就任したことによるものだった。岡村総司令官は12月15日に派遣軍の各参謀に対して1945年の作戦構想として大陸要塞建設や敵空軍基地覆滅に加えて重慶・昆明の攻略の研究を命じた。この時は支那派遣軍が参謀本部に要請する形で立案された。
この時期に四川攻略が立案された理由としては太平洋におけるアメリカ軍の進撃に呼応して重慶軍が反攻を企てる可能性があるため、大陸打通作戦で与えた損害から重慶軍が回復する前に先に叩いておく必要があり、また支那派遣軍では対米戦における趨勢は決着したと見ており、日本本土決戦に至る前に陽動作戦として敵の注意を中国大陸に向けること、対中戦で現状を打破したいという思惑もあった。重慶政権を崩壊させることで延安政権などの反蒋介石勢力を後釜に据えて和平工作を実施するということも検討された。
一方、参謀総長の梅津美治郎大将をはじめ、参謀本部はこの作戦に反対を示した。
翌年1月3日には支那派遣軍総参謀長の松井太久郎中将が東京の陸軍参謀本部に赴き、派遣軍の代表として意見具申を行った。これを受けて参謀本部第一部二課では作戦の検討が行われたが主敵がアメリカである以上不可能と言う結論となった。7日松井中将は参謀本部において重慶方面に対しては攻略ではなく最小限の兵力をもって挺進作戦（ゲリラ的な襲撃作戦）のみ行い、その拠点として先ず湖南省西部・芷江の攻略を実施するよう説明を受けた。
20日には参謀本部第1部長の宮崎周一中将が南京まで赴き、支那派遣軍に対して対米戦を主任務とすることを徹底することを命じる内容の大陸命を直接通達した。
このように大本営では四川作戦に消極的だったが支那派遣軍は2月上旬になっても四川攻略を諦めておらず、第六方面軍は第20軍に対して二十号作戦（芷江作戦）の準備を命じると同時に各部隊に四川作戦の研究を求めた。
1945年4月に芷江作戦が実施されたが失敗に終わり、またアメリカ軍が沖縄に上陸すると重慶攻略どころではなくなったため、四川作戦も立ち消えとなった。